# Brachymeles suluensis
Espèce
Brachymeles suluensis est une espèce de sauriens de la famille des Scincidae.

## Répartition
Cette espèce est endémique de l'archipel de Sulu aux Philippines. Elle se rencontre sur les îles de Basilan et de Bubuan.

## Étymologie
Son nom d'espèce, composé de sulu et du suffixe latin -ensis, « qui vit dans, qui habite », lui a été donné en référence au lieu de sa découverte.

## Publication originale
- Taylor, 1918 : Reptiles of the Sulu Archipelago. Philippine journal of science, vol. 13, p. 233-267 (texte intégral).